# Jorge Valdano
Jorge Alberto Francisco Valdano Castellanos (Las Parejas, 1955. október 4. –) argentin labdarúgó, jelenleg a Real Madridnál tevékenykedik vezetői pozícióban.

## Pályafutása

### Klubcsapatokban
Valdano 16 évesen mutatkozhatott be a Newell’s Old Boys csapatában. Itt négy évet töltött, ezután Európába, a Deportivo Alavés csapatához szerződött. Újabb négy év után a sokkal nagyobb játékerőt képviselő Zaragozához igazolt. Utolsó csapata a Real Madrid CF volt. Itt 1984 és 1987 között szerepelt, ezalatt 40 gólt szerzett.

### A válogatottban
A válogatottban 22 mérkőzésen játszott, ezeken összesen hét gólt szerzett. Ezek közül négy az 1986-os világbajnokságon született, köztük egy a döntőben.

## Pályafutása statisztikái
| Teljesítmény klubjában | Teljesítmény klubjában | Teljesítmény klubjában | Bajnokság | Bajnokság                           | Kupa         | Kupa         | Ligakupa        | Ligakupa        | Nemzetközi  | Nemzetközi  | Összesen | Összesen |
| Szezon                 | Klub                   | Bajnokság              | Mérk.     | Gól                                 | Mérk.        | Gól          | Mérk.           | Gól             | Mérk.       | Gól         | Mérk.    | Gól      |
| Argentína              | Argentína              | Argentína              | Bajnokság | Bajnokság                           | Kupa         | Kupa         | Ligakupa        | Ligakupa        | Dél-Amerika | Dél-Amerika | Összesen | Összesen |
| ---------------------- | ---------------------- | ---------------------- | --------- | ----------------------------------- | ------------ | ------------ | --------------- | --------------- | ----------- | ----------- | -------- | -------- |
| 1973                   | Newell’s Old Boys      | Primera División       |           |                                     |              |              |                 |                 |             |             |          |          |
| 1974                   | Newell’s Old Boys      | Primera División       |           |                                     |              |              |                 |                 |             |             |          |          |
| 1975                   | Newell’s Old Boys      | Primera División       |           |                                     |              |              |                 |                 |             |             |          |          |
| Spanyolország          | Spanyolország          | Spanyolország          | Bajnokság | Bajnokság                           | Copa del Rey | Copa del Rey | Copa de la Liga | Copa de la Liga | Európa      | Európa      | Összesen | Összesen |
| 1975-76                | Deportivo Alavés       | Segunda División       |           |                                     |              |              |                 |                 |             |             |          |          |
| 1976-77                | Deportivo Alavés       | Segunda División       |           |                                     |              |              |                 |                 |             |             |          |          |
| 1977-78                | Deportivo Alavés       | Segunda División       |           |                                     |              |              |                 |                 |             |             |          |          |
| 1978-79                | Deportivo Alavés       | Segunda División       |           |                                     |              |              |                 |                 |             |             |          |          |
| 1979-80                | Real Zaragoza          | La Liga                | 34        | 9                                   |              |              |                 |                 |             |             |          |          |
| 1980-81                | Real Zaragoza          | La Liga                | 17        | 3                                   |              |              |                 |                 |             |             |          |          |
| 1981-82                | Real Zaragoza          | La Liga                | 29        | 9                                   |              |              |                 |                 |             |             |          |          |
| 1982-83                | Real Zaragoza          | La Liga                | 34        | 17                                  |              |              |                 |                 |             |             |          |          |
| 1983-84                | Real Zaragoza          | La Liga                | 29        | 8                                   |              |              |                 |                 |             |             |          |          |
| 1984-85                | Real Madrid CF         | La Liga                | 26        | 17                                  |              |              |                 |                 |             |             |          |          |
| 1985-86                | Real Madrid CF         | La Liga                | 32        | 16                                  |              |              |                 |                 |             |             |          |          |
| 1986-87                | Real Madrid CF         | La Liga                | 27        | 7                                   |              |              |                 |                 |             |             |          |          |
| Összesen               | Argentína              | Argentína              | 49        | 11\|\|\|\|\|\|\|\|\|\|\|\|\|\|\|\|  |              |              |                 |                 |             |             |          |          |
| Összesen               | Spanyolország          | Spanyolország          | 291       | 107\|\|\|\|\|\|\|\|\|\|\|\|\|\|\|\| |              |              |                 |                 |             |             |          |          |
| Karrierje összesen     | Karrierje összesen     | Karrierje összesen     | 340       | 118\|\|\|\|\|\|\|\|\|\|\|\|\|\|\|\| |              |              |                 |                 |             |             |          |          |

## Sikerei, díjai

### Játékosként
- Világbajnok: 1986
- Spanyol bajnok: 1986, 1987
- Spanyol ligakupa-győztes: 1985
- UEFA-kupa-győztes: 1985, 1987
- Argentin bajnok: 1974

### Edzőként
- Spanyol bajnok: 1995